# Limnophila euxesta
Limnophila euxesta är en tvåvingeart som beskrevs av Alexander 1924. Limnophila euxesta ingår i släktet Limnophila och familjen småharkrankar. Inga underarter finns listade i Catalogue of Life.